# Beniczky Ödön (miniszter)
Benicei és micsinyei Beniczky Ödön János Antal (Zólyom, 1878. február 12. – Budapest, 1931. január 20.) a Katolikus Néppárt támogatója, legitimista politikus, miniszter, a Horthy Miklós által képviselt nemzeti királyság elszánt politikai ellenfele.

## Életpályája
Apja benicei és micsinyei Beniczky János (1846–1909), pestvidéki kir. törvényszéki irodatiszt, anyja Viano Hermina (Vian Jozefin, született Kaudelka, 1830?–Bécs, 1904). A családnak a Besztercebánya melletti Micsinyén volt birtoka és kastélya, apja azonban tönkrement s mint bírósági végrehajtó vállalt állást. Középiskolai tanulmányait a besztercebányai és a kalocsai gimnáziumban végezte, majd Pestre került.
A budapesti tudományegyetemen bölcsészettudományi tanulmányokat folytatott. Már egyetemi évei alatt is írt tárcákat, így tanulmányai befejeztével Rakovszky István pártolásával – aki politikai pályafutása kezdetén is támogatta – a hírlapírói pályára lépett s tevékeny részt vett az Alkotmány című lap szerkesztésében, ahol hamarosan politikai rovatvezetőként dolgozott. 1906-tól 1910-ig néppárti színekben a Liptó vármegyei Rózsahegy kerület országgyűlési képviselője volt. A párt egyik jegyzői tisztét is betöltötte. Az önálló bankmozgalom idején összeütközésbe került akkori függetlenségi párttal és annak vezérével, Justh Gyulával.
1910-től – amikor is kimaradt a névjegyzékből – a néppárt kültagjaként újra hírlapíróként dolgozott, és megalakította a Magyar Kurír című katolikus jellegű kőnyomatos lapot, amelynek pikantériája, hogy ott dolgozott alatta Szamuelly Tibor is, aki bár zsidó származású volt, nagy katolikusnak és dzsentrinek adta ki magát.

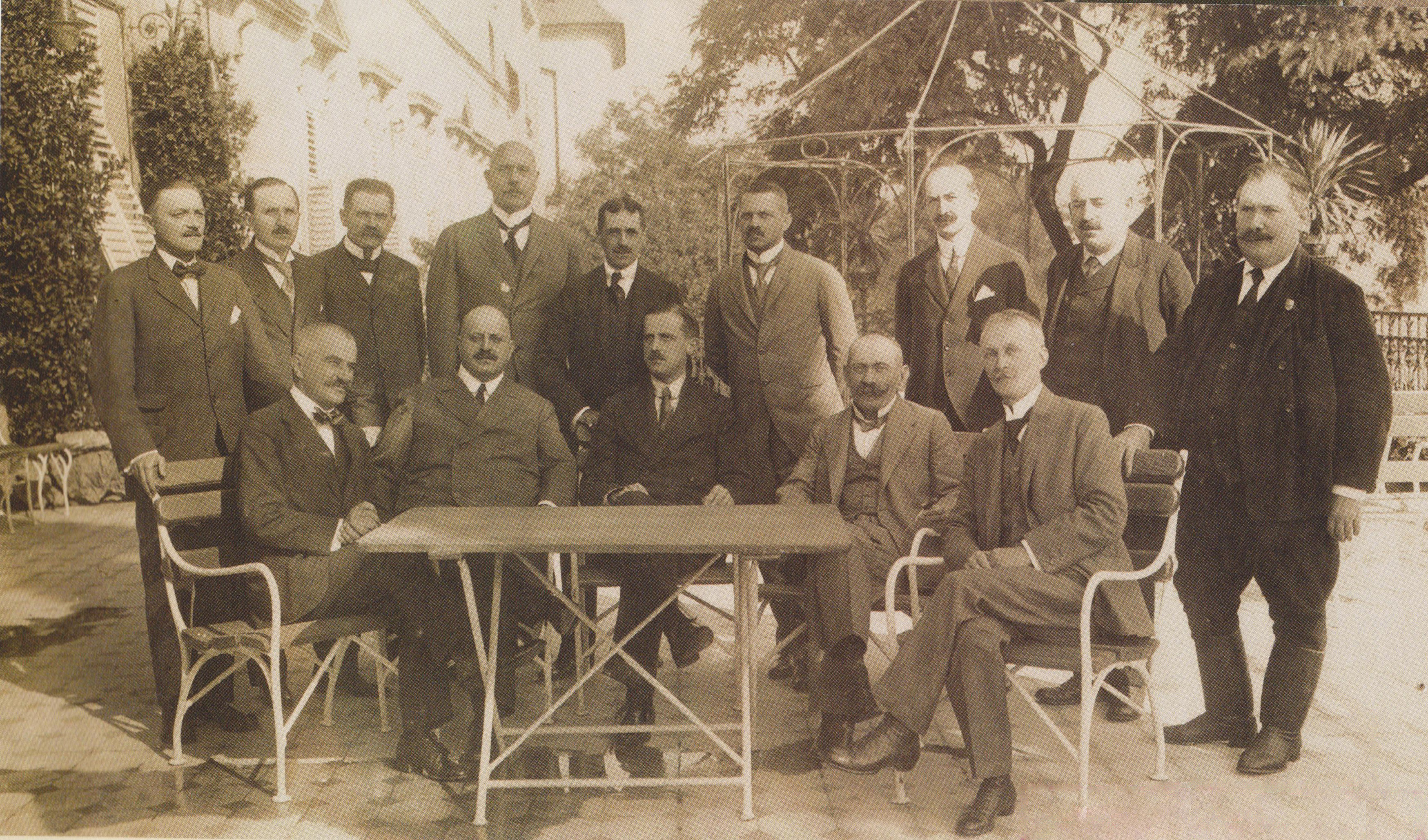
A Friedrich-kormány tagjai – Beniczky bal oldalon áll

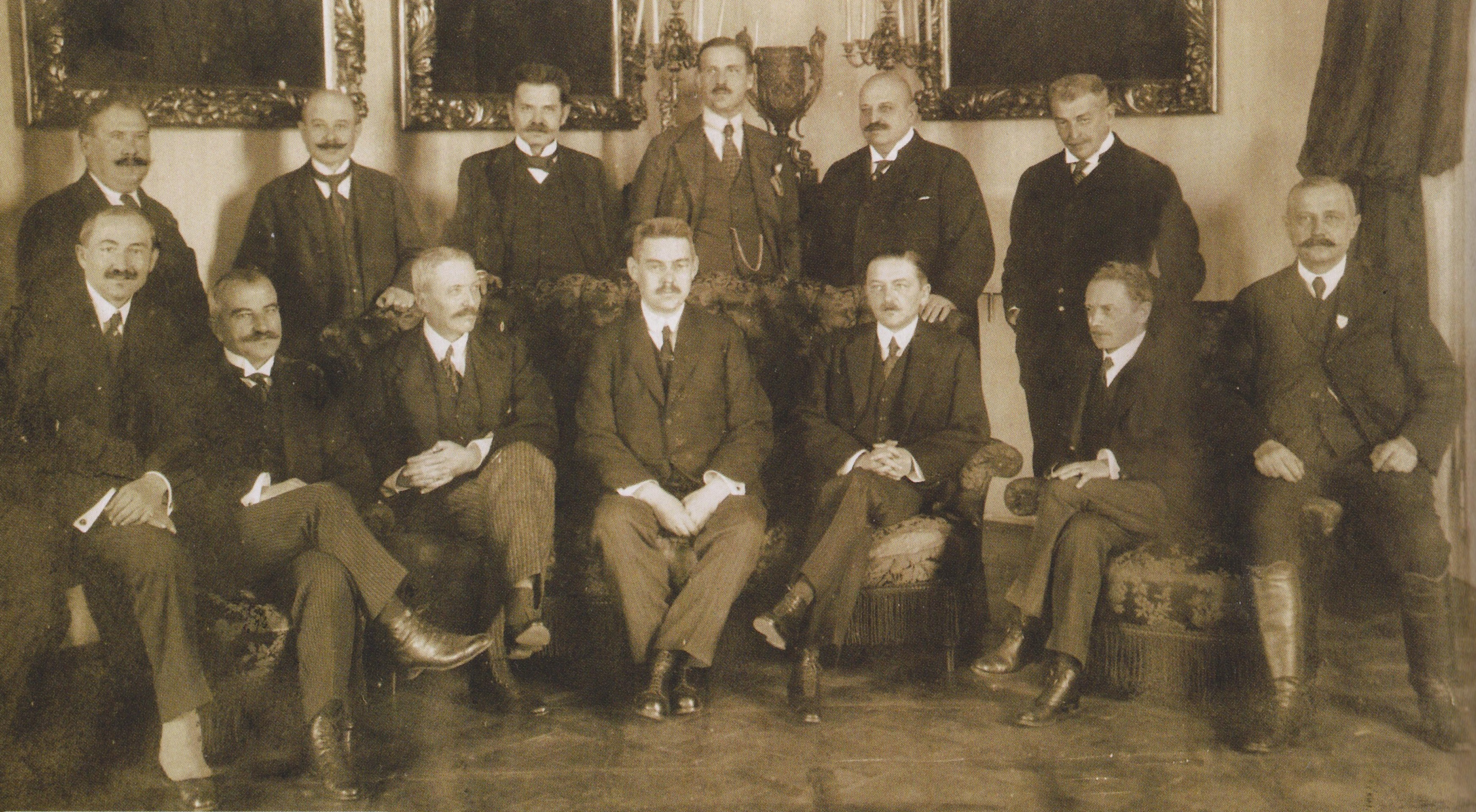
Beniczky Ödön a Huszár-kormány tagjaként. Az első sorban jobbról a harmadik

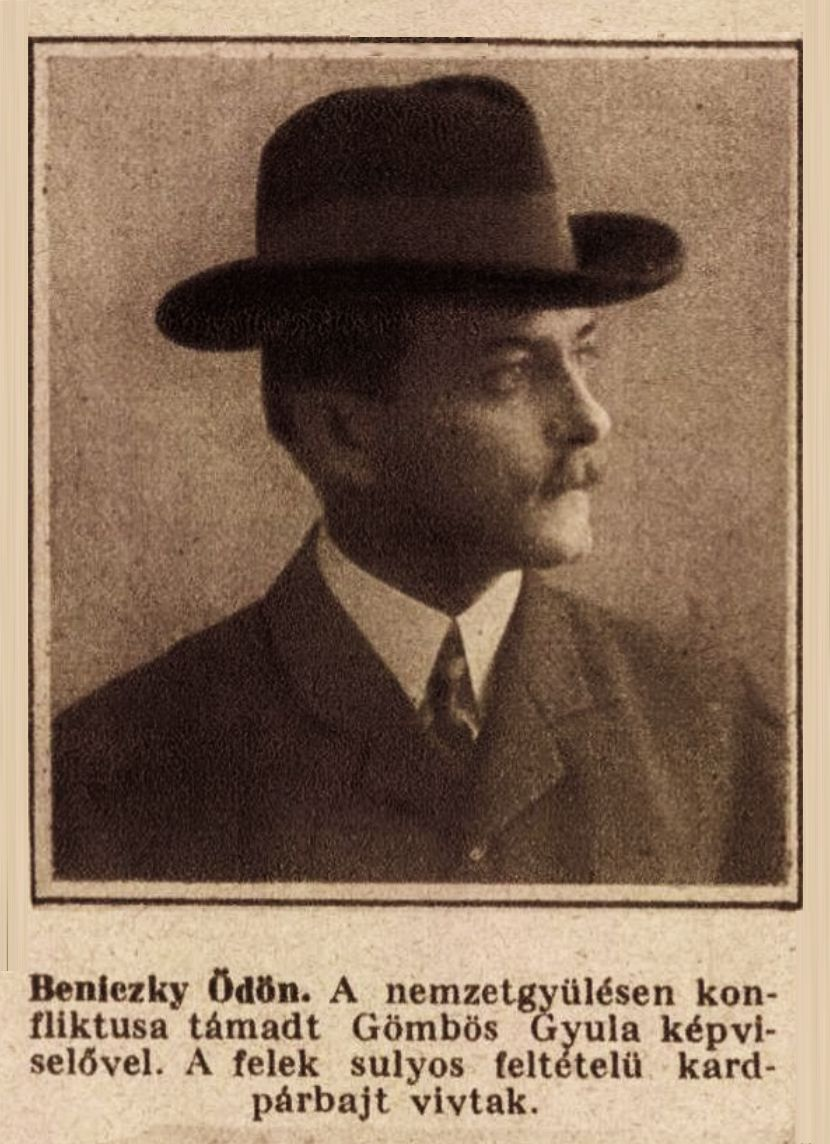
Beniczky Ödön párbaja Gömbössel, 1922

1907-től a tiroli császárvadászezrednél szolgálta katonai idejét, ahonnan mint tartalékos hadnagy vált meg, miután 1913-ban egy becsületsértési ügy – az ún. kaszinó-affér – miatt lemondott tiszti rangjáról (lemondólevelében ez állt: „A jövőben sem akarom magamat tartalékos tiszti rangom által önálló és független politikai meggyőződésemben korlátoztatni, miután kiderült, hogy egy magyar úr, a kiben a nemzeti becsületérzésnek csak egy szikrája is megvan, nem lehet császári és királyi tartalékos tiszt”). Az első világháború alatt nehéz harctéri szolgálatot teljesített. Volhíniában nagymértékben megrokkant, egyik lába teljesen lefagyott. 1915-ben a király a legfelső dicsérő elismerésben részesítette az ellenséggel szemben teljesített kitűnő szolgálatáért – ekkor őrnagyi rangban volt.
1917-ben Bars, 1918-ban Esztergom vármegye ideiglenes főispánja volt, a Károlyi Mihály-kormány idején kormánybiztosa is. 1919 elején lemondott, és Bécsben az ellenforradalmi Antibolsevista Comité tagja lett. E minőségében sokat tartózkodott Prágában, ahol a csehekkel próbált tárgyalni Csallóköz átengedése iránt az ellenforradalom felvonulási céljaira — eredménytelenül. Csatlakozott a Keresztényszociális Gazdasági Párthoz, mint a régi néppárt elveinek letéteményeséhez s a párttal együtt vonult be a keresztény nemzeti egyesülésbe, amelynek programjával a szombathelyi kerület egyhangú választással küldte a nemzetgyűlésbe.
A Friedrich-kormányban belügyi államtitkár, majd 1919. szeptember 11-étől belügyminiszter volt. Tárcáját 1920. március 15-éig, a Huszár-kormányban is megtartotta, majd kérésére felmentették.

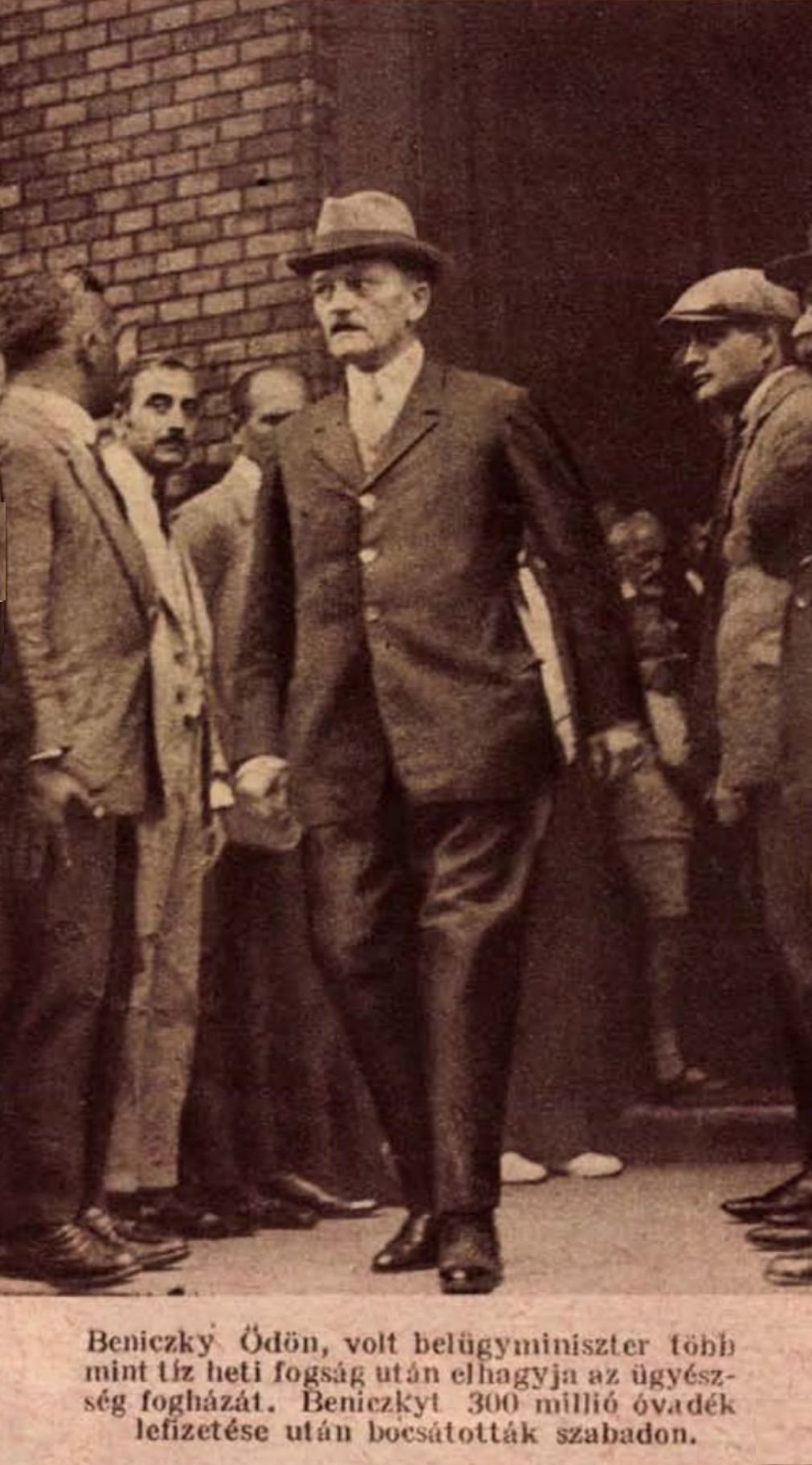

A kormánypártból 1920. december 23-án kilépett a legitimisták kis csoportja és új keresztényszocialista frakciót alkottak Beniczky és Szmrecsányi György vezetésével. Mindkét királypuccsnál a király visszatérését támogatta. 1921-ben IV. Károly márciusi látogatásakor egy képviselőtársával kerületébe, autóján Szombathelyre akart utazni a király után, de Hajmáskérnél igazoltatták őket, majd mentelmi jogukra való hivatkozásuk dacára is több óra hosszat letartóztatásban töltött, amit a nemzetgyűlés ülésén szóvá is tett. Ezt követően októberben is, amikor budapesti tartózkodási címét ment bejelenteni, újra letartóztatták és december végén engedték szabadon. Ebben az időben tagja volt nemzetgyűlés közigazgatási, pénzügyi, összeférhetetlenségi állandó, közjogi és véderő bizottságának.
1923-ban az akkori ellenzék egyesített jelöltjeként bár szoros küzdelemben, végül sikertelenül indult a komáromi választási kerületben Klebelsberg Kunoval szemben.

### A „Beniczky-ügy”
A Zalai közlönyben megjelent írások beszámolói alapján 1925-ben az osztrák és magyar legitimisták egy csoportja elhatározta, hogy őszre feltétlenül visszahozza a Habsburgokat Magyarországra és Horthy Miklóst meggyőzik arról, hogy a leghelyesebb, ha az átalakulást maga kezdi el, felajánlva neki területeket és rangokat. Azonban sem a kormányzót, sem a magyar kormányt nem tudták a paktum megkötésére bírni. Gróf Nyáry Gusztáv 1924 márciusában beadványt intézett a Somogyi-gyilkosság kapcsán Strache Gusztávhoz, a királyi ügyészség elnökéhez. Ez alapján a főügyész a katonai ügyészséghez utalta az ügyet, s a budapesti kerületi vegyes dandárparancsnokság vezető ügyésze beidézte Beniczky Ödönt, aki belügyminiszteri ideje alatt történt az eset. A meghallgatás során Beniczky kérvényezte a hivatali titoktartás alóli felmentését. 1925 februárjában, miután megvádolták, hogy a gyilkosságokat segített eltitkolni, Az Újság című lapban kezdte előhozni ennek cáfolatait, nyilatkozatra késztetve ezzel Bethlen Istvánt, Windischgraetz Lajost és Andrássy Gyulát. A titoktartás alól végül május végén, külföldi tartózkodása alatt kapott felmentést s vallomása megtételére június 6-ára beidézték a honvédügyészségre. Igazán nagy sajtóvisszhang és az „ügy” azután bontakozott ki, miután 1925. május 31-én közzétette a katonai ügyészség elé terjeszteni szánt írásos vallomását az öt évvel korábbi Somogyi-Bacsó-gyilkosságról. Az újság e pünkösd-vasárnapi számát a vizsgálóbíró aznap elkoboztatta, másnap pedig Beniczkyt letartóztatta kormányzósértés mellett a hivatali titoktartás megsértése és tiltott közlés vétsége miatt, mivel ugyan a hivatali titoktartás alól felmentést kapott, hogy vallomását a kormány és a bíróság elé tárja, de azt a nyilvánosságra nem hozhatta volna. Az ügyről az osztrák és a cseh sajtó is rendszeresen beszámolt. Az Országos Kaszinó Beniczky Ödönt 33 szavazattal 4 ellen kizárta a tagok sorából, majd a Nemzeti Kaszinó is kizárási indítványt tett. Vallomása a kormányzó mellett Bethlen miniszterelnök személyével is foglalkozott, aki kihallgatásakor elmondta, hogy Andrássy Gyulával lent járt akkoriban Siófokon, hogy felhívja a kormányzó figyelmét a katonai különítményeknek tulajdonított ellenforradalmi cselekvésekre, és azt határozottan tudja, hogy a kormányzó semmi olyant nem mondott, miből következtetni lehetne, hogy ezeket a cselekményeket helybenhagyta, vagy azoknak indító okot adott volna, sőt a maga részéről a legszigorúbb megtorlást helyezte kilátásba, ha a katonai különítményekre vonatkozólag a vádak bebizonyulnak. A bíróság három évi fogházbüntetésre ítélte, amit végül a Kúria jogerősen 20 hónapi fogházra, 13 millió korona pénzbüntetésre és kétévi hivatalvesztésre változtatott. Az ítéltet a Markó utcai fogházban ülte.
Szalai Miklós Andrássy Gyuláról 2003-ban írt könyvében következőképp írt Beniczkyről: „1925. május végén a magyar politikai életet új botrány, a Beniczky-ügy rázta meg. A mindig is szélsőségesen legitimista Beniczky Ödön "Az Újság c." lapban nyilvánosságra hozta azokat az adatokat, amelyek Horthynak a különböző fehérterrorista kilengésekben, egyebek között Somogyi Béla és Bacsó Béla szociáldemokrata újságírók nagy port felvert meggyilkolásában való bűnrészességét igazolták. Az egész baloldal az ügyet a kormány és Horthy elleni támadásra használta fel.
A legitimisták azonban, köztük Andrássy, akik pedig döntő vallomással szolgálhattak volna, nem avatkoztak be a küzdelembe. Pedig az üggyel egybeesett a legitimista mozgalom első országos nagygyűlése Körmenden. A kormánytámogató legitimisták nem is mertek a nagygyűlésre elmenni. De sem Andrássy, sem a többi legitimista politikus nem tett semmiféle militáns kijelentést, hanem a legitimista mozgalom kizárólag békés, alkotmányos jellegét hangsúlyozták. A baloldal arra gyanakodott, hogy a kormányzat  a legitimisták hallgatását valamilyen közjogi engedmény ígéretével vásárolta meg, azonban ennél valószínűbb, hogy a legitimisták úgy ítélték meg: a helyzet semmiképpen nem alkalmas a Bethlen-kormány megbuktatására, fellépésükkel csak a kormányzósértéssel, rágalmazással és államtitok elárulásával vádolt Beniczkynek ártanának. Andrássyt az antilegitimista orgánumok Beniczky felbujtásával, a baloldaliak viszont Beniczky cserbenhagyásával vádolták: ő mindkét vádat erőteljesen visszautasította. A június 18-án Genfből hazatért Bethlen határozott fellépésével megvédte Horthyt, és úrrá lett a válságon. Beniczky Ödönt végül háromévi börtönre ítélték.” (Szalai, 187. old.)
1926. január 4-én Beniczky Ödön gyomor- és májbaja súlyosbodása miatt fél évre ideiglenesen kiszabadult a fogházból – amit a kiélezett politikai helyzet miatt is többen üdvözöltek, –, hogy egy belföldi szanatóriumban, majd vidéki ismerősénél gyógykezeltesse magát. 1928 tavaszán aztán egy amnesztia rendelettel többekkel együtt Beniczky Ödön is kegyelemben részesült.
Hamarosan Windisch-Graetz Lajos a Magyarság című lap kiadóhivatali igazgatójának nevezte ki, de csak 1929 tavaszáig bírta a posztot, amikor az újság korábbi vezető kerültek vissza igazgatónak.

### Halála

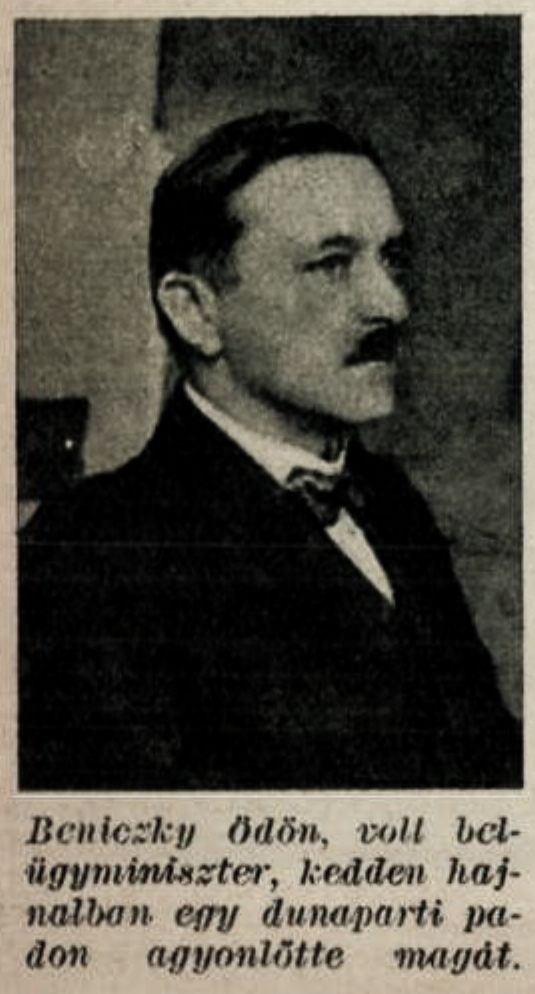

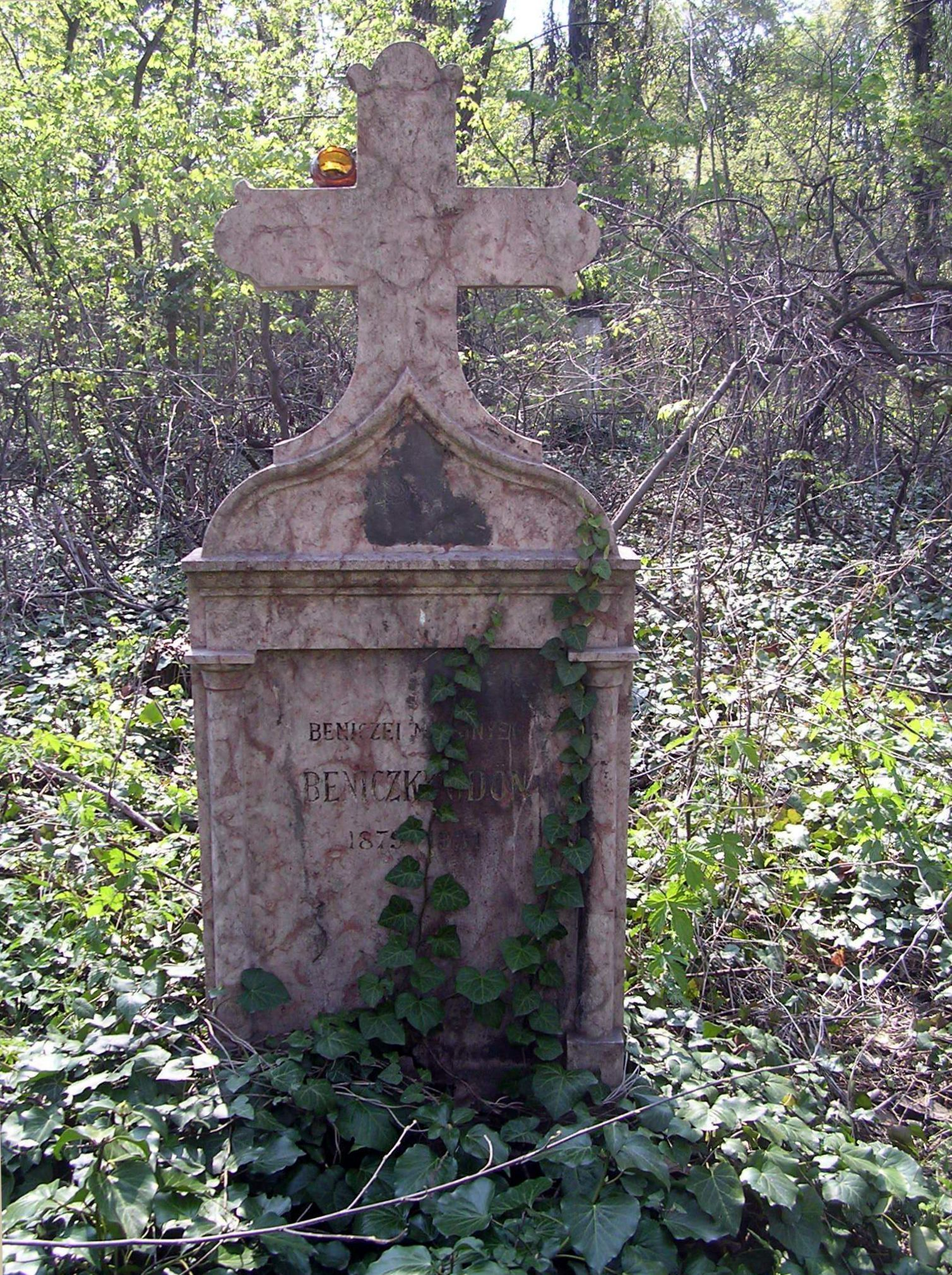
Sírja a Fiumei úti sírkertben, 2008-ban (46-1-10)

Halála előtt visszavonult a politikai élettől. Keresetet nyújtott be nyugdíjjogosultsága megállapítása érdekében – más jövedelme nem lévén, elszegényedve élt, ráadásul Magyarországra is begyűrűzött a nagy gazdasági világválság –, kérelmét azonban 1930 nyarán a közigazgatási bíróság elutasította – felesége és Windischgraetz Lajos herceg szerint ez lehetett a legvalószínűbb oka tettének. 1930 novemberében Somogyi Béla és Bacsó Béla 1920 februári halálának ügyében megszüntették az eljárást, mivel a vizsgálóbíró, a pestvidéki törvényszék, majd az ítélőtábla is helyben hagyta, hogy a gyilkosságok az 1921-ben kiadott közkegyelmi rendelkezés hatálya alá tartoznak — miután rablás igazolhatóan nem történt — és amnesztia alá esnek, így további eljárásnak helye nincs. Az év októberében beköltözött a Gellért Szállóba, ahol a negyedik emelet 444. számú szobáját vette ki. Számos történelmi oknyomozó könyvet halmozott fel, melyeket cikkeinek és tanulmányainak írása közben használt. Rokonai úgy tudták, nagyobb szabású történelmi munkát ír. 1931. január 14-ikén, távozott el a szállóból, ahová már nem tért vissza. 18-a délutántól másnap reggelig az Egyetem utcai Erzsébet királyné Szállóban volt. 19-én este találkozott barátaival, akikkel rendszeresen összejárt a Mátyás-pince éttermében. Mivel zárkózott személyiség volt, nem vettek észre rajta semmit. Ezt követően az Erzsébet híd irányába indult és hajnali ötkor öngyilkos lett. Budán, a Szilágyi Dezső téren, a parlament épületével szemben saját 7,65-ös Browning-revolverével végzett magával és felismerhetetlenül bukott rá a havas padra, mely előtt egy kis zsebtükör hevert. Csupán nemesi címeres, gyűrött névjegye, régi arany karórája, jegygyűrűje, revolvere, egy szemüvegtok, és egy üres bőr cigarettatárca volt nála.
A Kerepesi temetőben, a székesfőváros által adományozott díszsírhelyen helyezték örök nyugalomra. Temetésén nagy számú tömeg gyűlt össze, gyászbeszéd nem hangzott el.

## Házassága
Felesége a kitért zsidó vallású Blum Stefánia volt.
Esküvőjük 1910 áprilisában a szokolóci római katolikus templomban volt. Az első világháború alatt vöröskeresztes ápolónő volt. Az olasz fronton megismerkedett dr. Galambos Arnold New York-i magyar orvossal, akinek a kórházi osztályán dolgozott. 1924-ben úgy döntött, Amerikában még jobban kitanulja az ápolónői mesterséget, és ott vállalt munkát. Férje letartóztatásakor hazautazott.
Bár öngyilkossága előtt már különváltan élt feleségétől, gyakran meglátogatta őt a Múzeum utca 5. számú házban levő lakásukban, ahol anyósa, özvegy Blum Bernátné is élt.
Az első világháború után, még az 1920-as években a Beniczky család Turóc vármegyében, Pribócon őrzött levéltárából hoztak fel mintegy 20 középkori – köztük árpád-kori — oklevelet, amelyeket később Beniczky Ödönné zárt letétként az Országos Levéltárban helyezett el. Ezek az iratok 1945-ben a háborús cselekmények következtében elpusztultak, s fényképük sem maradt fenn.